# سیارک ۲۳۲۷
سیارک ۲۳۲۷ (به انگلیسی: 2327 Gershberg، نامگذاری:1969TQ4) دو هزار و سیصد و بیست و هفتمین سیارک کشف شده‌است که در ۱۳ اکتبر ۱۹۶۹ کشف شد.
قدر مطلق سیارک برابر ۱۳٫۹۰ است.